# I Love Belarus
"I Love Belarus" (svenska: Jag älskar Vitryssland) är en låt framförd av den vitryska sångerskan Anastasija Vinnikava, som representerade Vitryssland vid Eurovision Song Contest 2011 i Düsseldorf. I Love Belarus slogs ut i semifinalen. Låten valdes först efter att det tidigare bidraget, "I Am Belarusian", eller "Born in Byelorussia" diskvalificerats. Bidraget presenterades för allmänheten den 14 mars 2011. Bidraget blev omdiskuterat då det av många sågs som en propagandalåt från Europas enda diktatur.